# Phleum bertolonii
Phleum bertolonii es una especie de planta herbácea perenne de la familia de las poáceas.

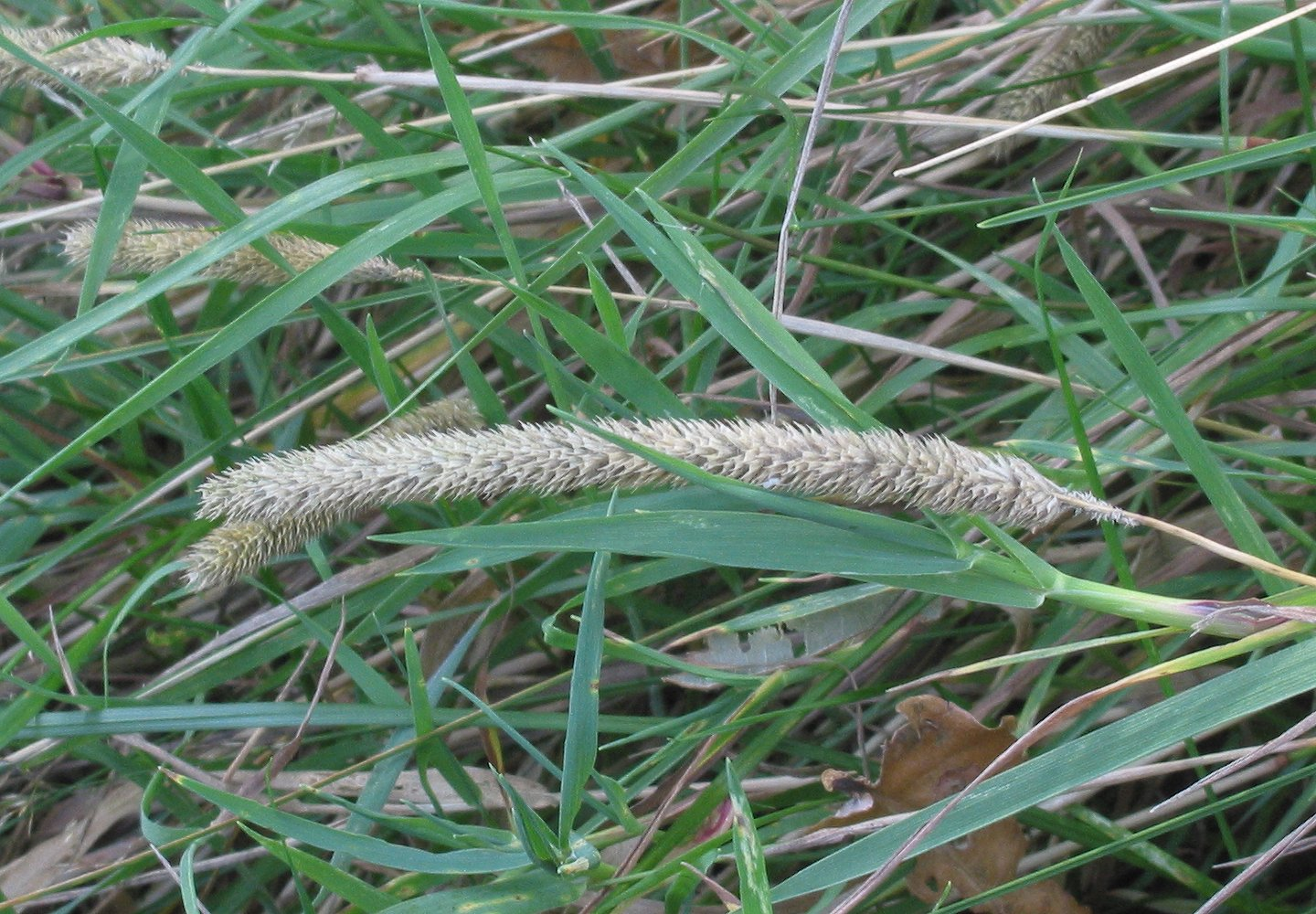
Inflorescencia

## Descripción
Es una planta herbácea laxamente cespitosa. Tallos de 15-70 cm de altura, con 1-2 entrenudos inferiores engrosados en tubérculos recubiertos por las vainas marcescentes de las hojas, glabros. Hojas glabras, con lígula de 2-3 mm y limbo de 2-16 cm x 2-5 mm. Panícula de 1-6,5 x 0,3-0,8 cm, cilíndrica. Espiguillas de 2,5-4,5 mm, incluidas las aristas. Glumas con margen membranoso, bruscamente estrechadas en un mucrón o arista de hasta 1,5 mm, con quilla pectinado-ciliada y margen con pelos aracnoideos. Lema de 1,5-2 mm, anchamente elíptica, truncada, con el nervio medio frecuentemente prolongado en un mucrón, subglabra. Anteras de 1,3-2 mm. Cariopsis de c. 1,7-1 mm. Tiene un número de cromosomas de 2n = 14,  42. Florece de abril a julio.

## Distribución y hábitat
Se encuentra en pastizales orófilos en Europa, Norte de África, Región Irano-Turánica. En España en la Sierra Norte, Subbética, Grazalema y Algeciras. 

## Taxonomía
Phleum bertolonii fue descrita por  Augustin Pyrame de Candolle y publicado en Catalogus plantarum horti botanici monspeliensis 132. 1813.
Etimología
Phleum: nombre genérico que deriva de la palabra griega phleos, una especie de caña o pasto.
bertolonii: epíteto otorgado en honor del botánico italiano Antonio Bertoloni.
Sinonimia
- Phleum abbreviatum (Boiss.) Rivas Mart., A.Asensi, Molero Mesa & F.Valle
- Phleum brachystachyum subsp. abbreviatum (Boiss.) Gamisans, A.T.Romero & C.Morales
- Phleum castelnavii Sennen
- Phleum hubbardii D.Kovats
- Phleum intermedium Jord.
- Phleum pratense subsp. abbreviatum (Boiss.) J.Molero Mesa & F.Pérez Raya
- Phleum pratense var. abbreviatum Boiss.
- Phleum pratense subsp. bertolonii (DC.) Bornm.
- Phleum pratense var. bertolonii (DC.) Beck
- Phleum pratense subsp. hubbardii (D.Kovats) Soó
- Phleum pratense var. serotinum (Jord.) St.-Lag.
- Phleum pratense subsp. serotinum (Jord.) Berher
- Phleum serotinum Jord.[3][4]